# André Tassin
André Tassin (23 de fevereiro de 1902 – 12 de julho de 1986) foi um futebolista francês que atuava como goleiro. Ele competiu na Copa do Mundo FIFA de 1930, sediada no Uruguai.